# Eternity puzzle

Prázdná pole skládačky

Eternity I (anglicky The Eternity puzzle) je geometrická skládačka, za kterou obdržel první úspěšný řešitel odměnu ve výši 1 000 000 britských liber. Tuto skládačku vytvořil Christopher Monckton, který sám vložil polovinu peněz na výhru a druhou polovinu výhry poskytli underwriteři z Londýnského trhu pojistek (anglicky London insurance market). Hra byla distribuována společností Ertl Company. 

## Popis puzzle
Samotná skládačka je tvořena 209 nepravidelnými dílky a po složení tvoří skoro pravidelný dvanáctiúhelník. Na trh byla hra uvedena v červnu 1999. Po svém uvedení se Eternity stala obrovským hitem a ve Velké Británii se stala nejprodávanější hrou, přestože její cena byla £35. Před uvedením Eternity na trh předpokládal její tvůrce Monckton, že bude vyřešena za 1 až 3 roky. Řešení skládačky měla být zasílána na e-mail do 21. září 2000 s tím, že pokud budou zaslaná řešení špatná, budou řešení přijímána až do roku 2003. Tento proces se zastaví s prvním správným řešením.

## Řešení
Skládačku vyřešili 15. května 2000, před prvním konečným termínem, dva matematici z Cambridge Alex Selby a Oliver Riordan, kteří použili důvtipnou metodu ke zrychlení vyřešení skládačky. Využili počítač, kterému ulehčili práci tím, že se jim podařilo najít tzv. "end-game position" a špatné tvary (dílky, wrong shape), které se těžko přikládaly k jiným dílkům.

## Názory
Z obchodního hlediska byla Eternity velice úspěšná a investorům se peníze, vložené do výroby a distribuce, bohatě vrátily. Proto byla na trh v létě 2007 uvedena Eternity II, která je dotována částkou 2 000 000 USD pro prvního úspěšného řešitele.